# Ottawa County (Ohio)
Ottawa County ist ein County im Bundesstaat Ohio der Vereinigten Staaten. Der Verwaltungssitz (County Seat) ist Port Clinton.

## Geographie
Das County liegt im Norden von Ohio, grenzt im Nordosten an den Eriesee, dem südlichsten der 5 Großen Seen und hat eine Fläche von 1515 Quadratkilometern, wovon 660 Quadratkilometer Wasserfläche sind. Es grenzt im Uhrzeigersinn an folgende Countys: Erie County, Sandusky County, Wood County und Lucas County.

## Geschichte
Ottawa County wurde am 6. März 1840 aus Teilen des Erie-, Lucas- und des Sandusky County gebildet. Benannt wurde es nach dem nordamerikanischen Indianervolk der Ottawa.
Im County liegt ein National Memorial, das Perry’s Victory and International Peace Memorial, das an eine Seeschlacht aus dem Britisch-Amerikanischen Krieg erinnert. Zwei Orte im County haben den Status einer National Historic Landmark, das Jay Cooke House und das Johnson’s Island Civil War Prison. 29 Bauwerke und Stätten des Countys sind im National Register of Historic Places eingetragen (Stand 6. April 2018).

## Demografische Daten

Alterspyramide des Ottawa County

Nach der Volkszählung im Jahr 2000 lebten im Ottawa County 40.985 Menschen in 16.474 Haushalten und 11.729 Familien. Die Bevölkerungsdichte betrug 62 Einwohner pro Quadratkilometer. Ethnisch betrachtet setzte sich die Bevölkerung zusammen aus 96,56 Prozent Weißen, 0,65 Prozent Afroamerikanern, 0,21 Prozent amerikanischen Ureinwohnern, 0,23 Prozent Asiaten, 0,05 Prozent Bewohnern aus dem pazifischen Inselraum und 1,44 Prozent aus anderen ethnischen Gruppen; 0,87 Prozent stammten von zwei oder mehr Ethnien ab. 3,75 Prozent der Bevölkerung waren spanischer oder lateinamerikanischer Abstammung.
Von den 16.474 Haushalten hatten 29,1 Prozent Kinder und Jugendliche unter 18 Jahre, die bei ihnen lebten. 58,9 Prozent waren verheiratete, zusammenlebende Paare, 8,5 Prozent waren allein erziehende Mütter, 28,8 Prozent waren keine Familien, 25,0 Prozent waren Singlehaushalte und in 11,2 Prozent lebten Menschen im Alter von 65 Jahren oder darüber. Die Durchschnittshaushaltsgröße betrug 2,45 und die durchschnittliche Familiengröße lag bei 2,92 Personen.
Auf das gesamte County bezogen setzte sich die Bevölkerung zusammen aus 23,3 Prozent Einwohnern unter 18 Jahren, 6,7 Prozent zwischen 18 und 24 Jahren, 26,8 Prozent zwischen 25 und 44 Jahren, 26,8 Prozent zwischen 45 und 64 Jahren und 16,4 Prozent waren 65 Jahre alt oder darüber. Das Durchschnittsalter betrug 41 Jahre. Auf 100 weibliche Personen kamen 97,5 männliche Personen. Auf 100 Frauen im Alter von 18 Jahren oder darüber kamen statistisch 94,7 Männer.
Das jährliche Durchschnittseinkommen eines Haushalts betrug 44.224 USD, das Durchschnittseinkommen der Familien betrug 51.919 USD. Männer hatten ein Durchschnittseinkommen von 39.823 USD, Frauen 24.727 USD. Das Prokopfeinkommen betrug 21.973 USD. 4,2 Prozent der Familien und 5,9 Prozent der Bevölkerung lebten unterhalb der Armutsgrenze. Davon waren 7,4 Prozent Kinder oder Jugendliche unter 18 Jahre und 5,4 Prozent waren Menschen über 65 Jahre.